# Marsilac
Marsilac es un distrito ubicado en la zona sur de la ciudad de São Paulo, Brasil. Administrativamente pertenece a la subprefectura de Parelheiros. Es el distrito más extenso de toda la ciudad de São Paulo así como el más meridional.
Su nombre es un homenaje al ingeniero José Alfredo de Marsillac que desarrolló diversas técnicas para la construcción de carreteras y túneles así como haber perdido el 99% de la visión al haber sido alcanzado por una bomba durante la revolución de 1932.

## Distritos limítrofes
- Parelheiros (noroeste)
- Municipio de São Bernardo do Campo (este)
- Municipio de Sao Vicente y Municipio de Itanhaem (sur)
- Municipio de Embú-Guaçu y Municipio de Juquitiba (oeste)